# Sunita Williams

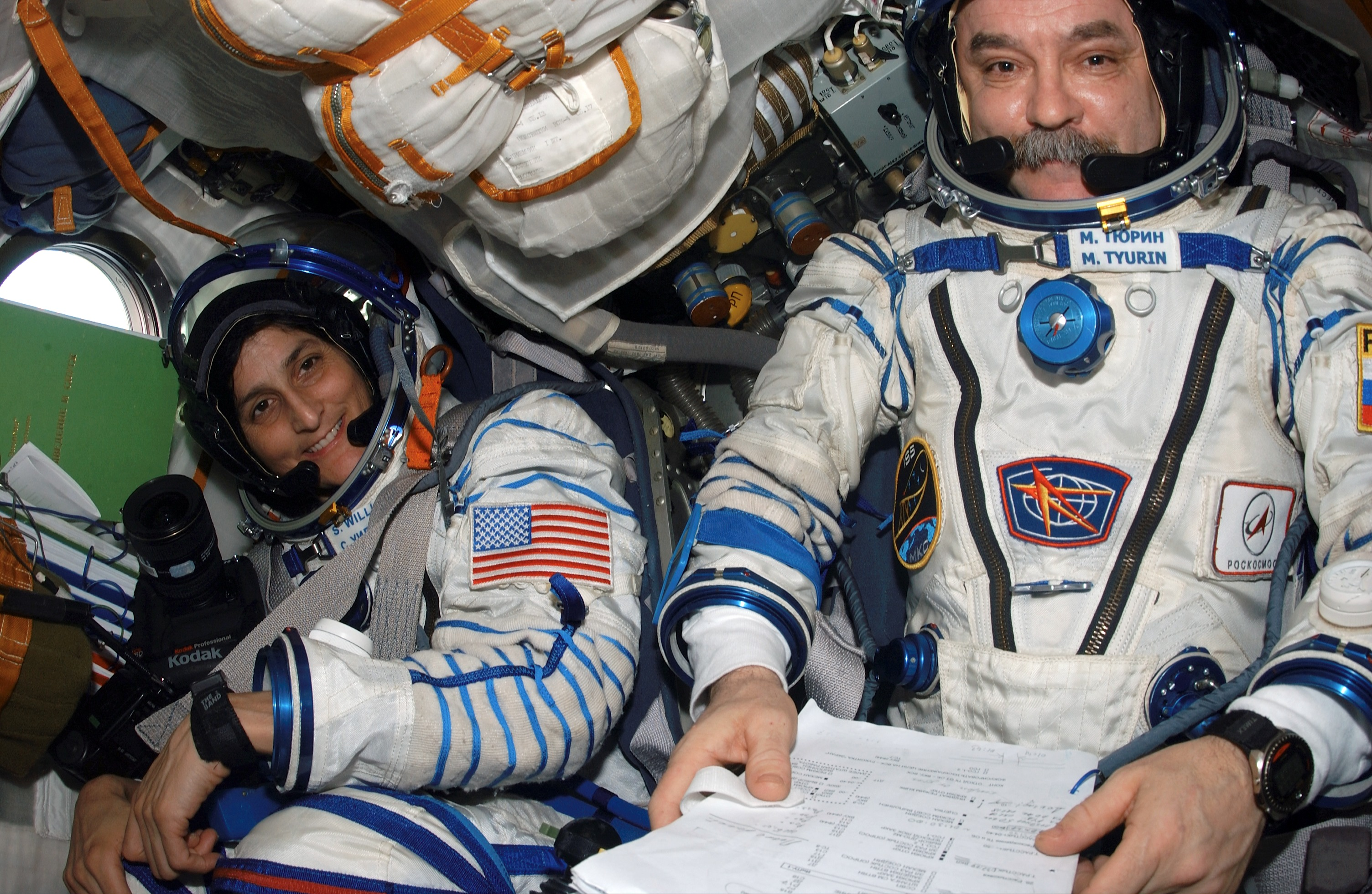
Ekspedycja 14 – Sunita Williams i Michaił Tiurin

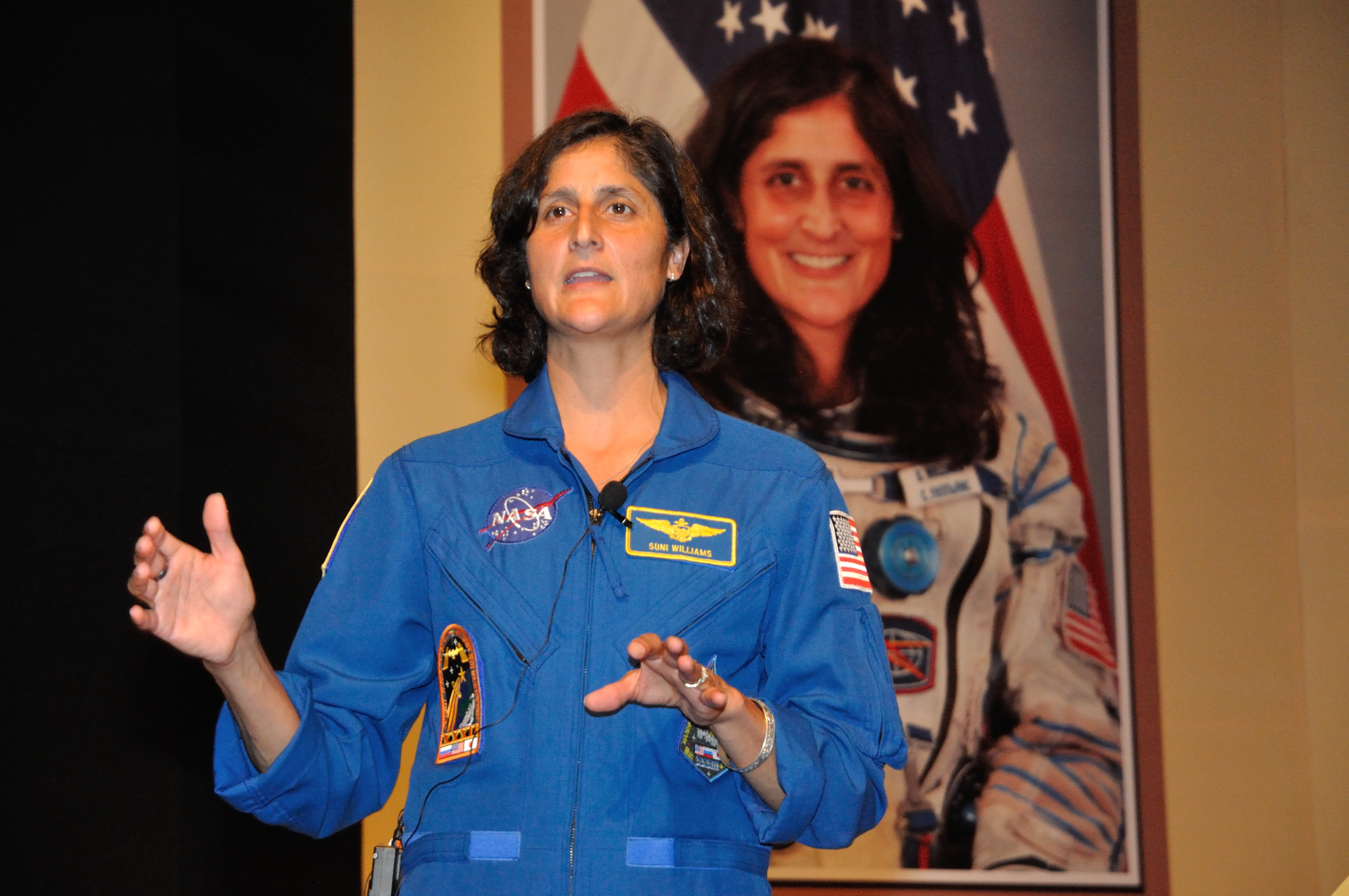
Sunita Williams w Miasteczku Nauki
w Kalkucie, 2013

Sunita Lyn „Suni” Williams z d. Pandya (ur. 19 września 1965 w Euclid) – amerykańska astronautka, pilot wojskowy, komandor United States Navy. Jej ojciec, Deepak Pandya, pochodzi z Indii.

## Życiorys

### Wykształcenie i służba wojskowa
- 1983 – ukończyła w Needham (które uważa za miasto rodzinne) szkołę średnią (Needham High School).
- 1987 – została absolwentką Akademii Marynarki Wojennej Stanów Zjednoczonych w Annapolis i uzyskała licencjat z fizyki. W maju rozpoczęła służbę w amerykańskiej marynarce wojennej. Przez sześć miesięcy odbywała służbę w dowództwie morskich systemów przybrzeżnych (Naval Coastal System Command). W listopadzie uzyskała kwalifikacje nurka, później rozpoczęła szkolenie lotnicze w Naval Air Training Command.
- 1989–1991 – w lipcu 1989 została pilotem lotnictwa morskiego (Naval Aviator). Później otrzymała przydział do 3. Eskadry Śmigłowców Wsparcia Pola Walki (Helicopter Combat Support Squadron 3) i szkoliła się na CH-46E Sea Knighcie. Po kursie została skierowana do 8. Eskadry Śmigłowców Wsparcia Pola Walki  (Helicopter Combat Support Squadron 8), stacjonującej w bazie Norfolk w stanie Wirginia. Uczestniczyła w rejsach bojowych na Morzu Śródziemnym i Morzu Czerwonym i Zatoce Perskiej. Brała udział w operacjach: „Desert Shield” i (humanitarnej) „Provide Comfort”.
- 1992 – we wrześniu pełniła funkcję dowódcy śmigłowców CH-46E stacjonujących na pokładzie okrętu zaopatrzeniowego USS „Sylvania”(inne języki), który skierowano do Miami w ramach akcji pomocowej po przejściu huraganu „Andrew”.
- 1993 – od stycznia do grudnia przeszła szkolenie w Szkole Pilotów Doświadczalnych Marynarki Wojennej (US Naval Test Pilot School) w bazie Patuxent River w stanie Maryland.
- 1994 – od stycznia służyła w Rotary Wing Aircraft Test Directorate jako szef programu testów śmigłowca CH-46 i zmiennopłata Bell-Boeing V-22 Osprey. Była również oficerem ds. bezpieczeństwa lotów i uczestniczyła w testach śmigłowców: SH-60B/F, UH-1, AH-1W, SH-2, VH-3, CH-46, CH-53 i H-57.
- 1995–1998 –  w 1985 uzyskała magisterium w dziedzinie zarządzania inżynierskiego (engineering management) w Florida Institute of Technology oraz powróciła do Szkoły Pilotów Doświadczalnych Marynarki Wojennej jako instruktorka. Latała na śmigłowcach UH-60, OH-6 i OH-58. W późniejszym czasie została zastępcą szefa operacji lotniczych (Assistant Air Boss) na okręcie desantowym USS „Saipan” typu Tarawa. Służyła na nim do momentu przyjęcia do korpusu astronautów NASA.

Jako pilot wylatała ponad 2770 godzin na ponad trzydziestu typach śmigłowców i samolotów.

### Praca w NASA i kariera astronautki
- 4 czerwca 1998 – została przyjęta do korpusu amerykańskich astronautów (NASA-17) jako specjalista misji. W grupie tej znalazło się 31 osób.
- Sierpień 1999 – zakończyła przeszkolenie podstawowe, po którym otrzymała uprawnienia specjalisty misji i przydział do Biura Astronautów NASA.
- 2000 – podczas lotu pierwszej stałej załogi Międzynarodowej Stacji Kosmicznej (ISS) była przedstawicielką NASA przy Roskosmosie w Moskwie.
- 2001 – po zakończeniu Ekspedycji 1 powróciła do Stanów Zjednoczonych i pracowała w Dziale Robotyki NASA (Robotics Branch) nad manipulatorem teleskopowym (ISS Robotic Arm), a następnie nad telemanipulatorem Dextre (Special Purpose Dexterous Manipulator).
- 2002 – w maju uczestniczyła w dziewięciodniowym eksperymencie NEEMO-2 w podwodnym laboratorium „Aquarius”. W listopadzie, jako specjalista naukowy, została włączona do załogi rezerwowej Ekspedycji 10 na ISS. Wraz z nią w załodze tej znaleźli się także Jeffrey Williams i Konstantin Koziejew.
- 2003–2005 – po katastrofie promu Columbia plan lotów został skorygowany, a załogi przeformowane. W grudniu została włączona do składu Ekspedycji 12. Początkowo trenowali z nią Leroy Chiao i Jurij Usaczow, a następnie William McArthur i Siergiej Krikalow. Tego ostatniego zastąpił z czasem Walerij Tokariew. Opóźnienie, które wystąpiło w działaniach nad wznowieniem regularnych lotów wahadłowców spowodowało, że w rezultacie Williams została wycofana z tej załogi.
- 2006–2007 – w maju 2006 została włączona do składu 14. stałej załogi ISS, w której znaleźli się również Michael Lopez-Alegria i Michaił Tiurin. Dwaj ostatni udali się na stację na pokładzie Sojuza TMA-9, a Williams dołączyła do nich w grudniu, przylatując wahadłowcem Discovery realizującym misję STS-116. Na Ziemię powróciła w czerwcu 2007.
- Lipiec – listopad 2012 – uczestniczyła w ekspedycjach 32 i 33.
- 9 lipca 2015 – agencja NASA ogłosiła, że Sunita Williams została jednym z czterech astronautów wybranych do szkolenia i przygotowań do testowych lotów na prywatnych statkach kosmicznych firm SpaceX (statek Dragon V2) i Boeing (CST-100 Starliner), budowanych w ramach Commercial Crew Program. Docelowo statki te mają być wykorzystywane przez NASA do transportu astronautów na stację ISS oraz powrotu ze stacji na Ziemię[1].

## Odznaczenia i nagrody
- Navy Commendation Medal – dwukrotnie
- Navy and Marine Corps Achievement Medal
- Humanitarian Service Medal
- NASA Space Flight Medal
- Naval Aviator Wings
- Order Padma Bhushan (Indie)[2]
- Medal „Za zasługi w podboju kosmosu” (2011, Rosja)[3]
- Medal Za Zasługi (2013, Słowenia)[4]
- Doktorat honorowy Gujarat Technological University (Indie)
- Universal Astronaut Insignia za lot orbitalny (nr 451) – Stowarzyszenie Uczestników Lotów Kosmicznych (Association of Space Explorers(inne języki))[5]

## Wykaz lotów
| Loty kosmiczne, w których uczestniczyła Sunita L. Williams               | Loty kosmiczne, w których uczestniczyła Sunita L. Williams | Loty kosmiczne, w których uczestniczyła Sunita L. Williams | Loty kosmiczne, w których uczestniczyła Sunita L. Williams | Loty kosmiczne, w których uczestniczyła Sunita L. Williams | Loty kosmiczne, w których uczestniczyła Sunita L. Williams      | Loty kosmiczne, w których uczestniczyła Sunita L. Williams |
| Nr                                                                       | Data startu                                                | Statek kosmiczny                                           | Data lądowania                                             | Statek kosmiczny                                           | Funkcja                                                         | Czas trwania                                               |
| ------------------------------------------------------------------------ | ---------------------------------------------------------- | ---------------------------------------------------------- | ---------------------------------------------------------- | ---------------------------------------------------------- | --------------------------------------------------------------- | ---------------------------------------------------------- |
| 1                                                                        | 10 grudnia 2006                                            | STS-116 Discovery F-33                                     | 22 czerwca 2007                                            | STS-117 Atlantis F-28                                      | specjalista misji (MS-5), inżynier pokładowy Ekspedycji 14 i 15 | 194 dni 18 godzin 1 minuta i 3 sekundy                     |
| 2                                                                        | 15 lipca 2012                                              | Sojuz TMA-05M                                              | 19 listopada 2012                                          | Sojuz TMA-05M                                              | inżynier pokładowy Ekspedycji 32, dowódca Ekspedycji 33         | 126 dni 23 godziny 13 minut i 27 sekund                    |
| Łączny czas spędzony w kosmosie – 321 dni 17 godzin 14 minut i 30 sekund |                                                            |                                                            |                                                            |                                                            |                                                                 |                                                            |